# Михальченко, Игорь Валерьевич
Игорь Валерьевич Михальченко (род. 13 декабря 1987) — белорусский шашист, чемпион мира по русским шашкам 2017 года, двукратный чемпион мира по русским шашкам в блице (2013,  2015) и чемпион мира по бразильским шашкам  2017 года (рапид), чемпион Европы 2014 года по русским шашкам (блиц),  чемпион Белоруссии по русским шашкам ( 2008,2015,2018 2019,2020,2021,2022, 2023), чемпион Белоруссии по международным шашкам (2007). Международный гроссмейстер по шашкам-64 . Мастер спорта Республики Беларусь международного класса.

## Биография
Шашками Игорь Михальченко, живший в Волковыске, стал заниматься   в 3 классе.
Учился в Белорусском государственном университете физической культуры.

## Спортивные достижения

### Чемпионат мира
- 2013 (1 место, блиц)
- 2015 (1 место, блиц)
- 2017 (1 место)
- 2017 (1 место, рапид)
- 2017 (2 место, блиц)
- 2019 (1 место)
- 2019 (2 место, блиц)
- 2019 (1 место, рапид)
- 2022 (2 место)
- 2022 (1 место, рапид)
- 2022 (1 место, блиц)
- 2024 (2 место)
- 2024 (1 место, рапид)
- 2024 (3 место, блиц)

### Чемпионат Европы
- 2014 (1 место, блиц)
- 2016 (1 место, блиц)
- 2016 (1 место, быстрые)